# Oryba
Oryba es un género de polillas perteneciente a la familia de los esfíngidos, descrito por primera vez por el entomólogo inglés Francis Walker en 1856 y con amplia distribución en el Neotrópico. Es un género bastante aislado, es decir, que consiste en pocas especies relacionadas estructural o filogenéticamente. El género original Oryba se estableció para su especie tipo Oryba flaviplaga en 1863 (por monotipia) del norte del Indostán.

## Especies
- Oryba achemenides (Cramer, 1779)
- Oryba kadeni (Schaufuss, 1870)